# Tennistoernooi van Sydney 2017
|                                        |  |                                      |
| Johanna Konta, winnares bij de vrouwen |  | Gilles Müller, winnaar bij de mannen |

Het tennistoernooi van Sydney van 2017 werd van zondag 8 tot en met zaterdag 14 januari 2017 gespeeld op de hardcourt-buitenbanen van het Olympic Park Tennis Centre in de Australische stad Sydney. De officiële naam van het toernooi was Apia International Sydney. Het was de 125e editie van het toernooi.
Het toernooi bestond uit twee delen:
- WTA-toernooi van Sydney 2017, het toernooi voor de vrouwen (8–13 januari)
- ATP-toernooi van Sydney 2017, het toernooi voor de mannen (9–14 januari)

## Toernooikalender
| vrouwenenkelspel  | 1e ronde       | 1e ronde | 2e ronde | kwartfinale | halve finale | finale       |        |
| vrouwendubbelspel | 1e ronde       | 1e ronde | 1e ronde | 2e ronde    | halve finale | finale       |        |
| mannenenkelspel   | (kwalificatie) | 1e ronde | 1e ronde | 2e ronde    | kwartfinale  | halve finale | finale |
| mannendubbelspel  |                | 1e ronde | 1e ronde | 1e ronde    | 2e ronde     | halve finale | finale |

ATP-toernooi van Sydney – WTA-toernooi van Sydney

Toernooien sinds 1990:
1990 · 1991 · 1992 · 1993 · 1994 · 1995 · 1996 · 1997 · 1998 · 1999 · 2000 · 2001 · 2002 · 2003 · 2004 · 2005 · 2006 · 2007 · 2008 · 2009 · 2010 · 2011 · 2012 · 2013 · 2014 · 2015 · 2016 · 2017 · 2018 · 2019 · 2020 · 2021 · 2022